# Пріорський рудник
Пріорський рудник — гірничодобувне підприємство у Актобінській області Казахстану, створене для розробки однойменного мідно-цинкового родовища.
Будівництво кар'єру на Пріорському родовищі почалось у 2007 році, а в 2011-му тут стартував видобуток руди, при цьому глибина розкривних робіт становила 40 метрів. Планується, що по завершенні розробки відкритим способом доопрацювання родовища відбуватиметься за допомогою шахти.
Запаси руди Пріорського родовища оцінюються у 37 млн тонн, які містять 377 тисяч тонн міді та 1427 тисяч тонн цинку. Річна потужність рудника становить 1,5 млн тонн, при цьому планується отримувати 15 тисяч тонн міді та 52 тисячі тонн цинку.
Продукція рудника відправляється на Коктауську збагачувальну фабрику для отримання мідного та цинкового концентрату.
Рудник належить «Російській мідній компанії», яка діє через ТОВ «Коппер Текнолоджи».